# اتنولوگ
اِتنولوگ (به انگلیسی: ethnologue) یکی از دانشنامه‌های موجود در جهان است که داده‌های آماری از تعداد گویشوران زبان‌های مختلف را به صورت اینترنتی منتشر می‌کند. داده‌های اتنولوگ به عنوان یکی از معتبرترین منابع جهت سنجش تعداد گویشوران یک زبان در یک کشور یا منطقه است. اتنولوگ تعداد گویشوران، محل گویشوران زبان مربوطه، وابستگی‌های زبانی و درخت علمی هر زبان را توصیف می‌کند.
در سال ۲۰۱۵ میلادی و در ۱۸اُمین نسخه این دانشنامه اطلاعات ۷٬۴۷۲ زبان منتشر شد.
نسخه‌های اتنولوگ که هر چهار سال یکبار منتشر می‌شود.
| نسخه | تاریخ چاپ | ویرایشگر                | یادداشت                             |
| ---- | --------- | ----------------------- | ----------------------------------- |
| ۱    | ۱۹۵۱      | Richard S. Pittman      | 10 pages, mimeographed              |
| ۲    | ۱۹۵۱      | Pittman                 |                                     |
| ۳    | ۱۹۵۲      | Pittman                 |                                     |
| ۴    | ۱۹۵۳      | Pittman                 |                                     |
| ۵    | ۱۹۵۸      | Pittman                 | first edition in book format        |
| ۶    | ۱۹۶۵      | Pittman                 |                                     |
| ۷    | ۱۹۶۹      | Pittman                 | 4,493 languages                     |
| ۸    | ۱۹۷۴      | Barbara Grimes          |                                     |
| ۹    | ۱۹۷۸      | Grimes                  |                                     |
| ۱۰   | ۱۹۸۴      | Grimes                  | SIL codes first included            |
| ۱۱   | ۱۹۸۸      | Grimes                  |                                     |
| ۱۲   | ۱۹۹۲      | Grimes                  |                                     |
| ۱۳   | ۱۹۹۶      | Grimes                  |                                     |
| ۱۴   | ۲۰۰۰      | Grimes                  | 6,809 languages                     |
| ۱۵   | ۲۰۰۵      | Raymond G. Gordon, Jr.  | ۶٬۹۱۲ languages; draft ISO standard |
| ۱۶   | ۲۰۰۹      | M. Paul Lewis           | 6,909 languages                     |
| ۱۷   | ۲۰۱۳      | Lewis, Simons, & Fennig | 7,105 living languages              |